# Adršpach (zámek)
Zámek Adršpach se nachází v Dolním Adršpachu, části obce Adršpach v okrese Náchod v Královéhradeckém kraji. Zámecký areál s přilehlým parkem je chráněn jako kulturní památka České republiky.

## Historie
Na místě adršpašského zámku stávala původně tvrz Berků z Dubé. Zámek byl vybudován pravděpodobně v roce 1596 Bohdaneckými z Hodkova. Na počátku 17. století Adam Bohdanecký z Hodkova nechal zámek rozšířit. Adam Bohdanecký spolu se svým synem a 39 dalšími osobami později zahynul při výbuchu na  jičínském zámku při řešení sporu o část panství Smiřických. 

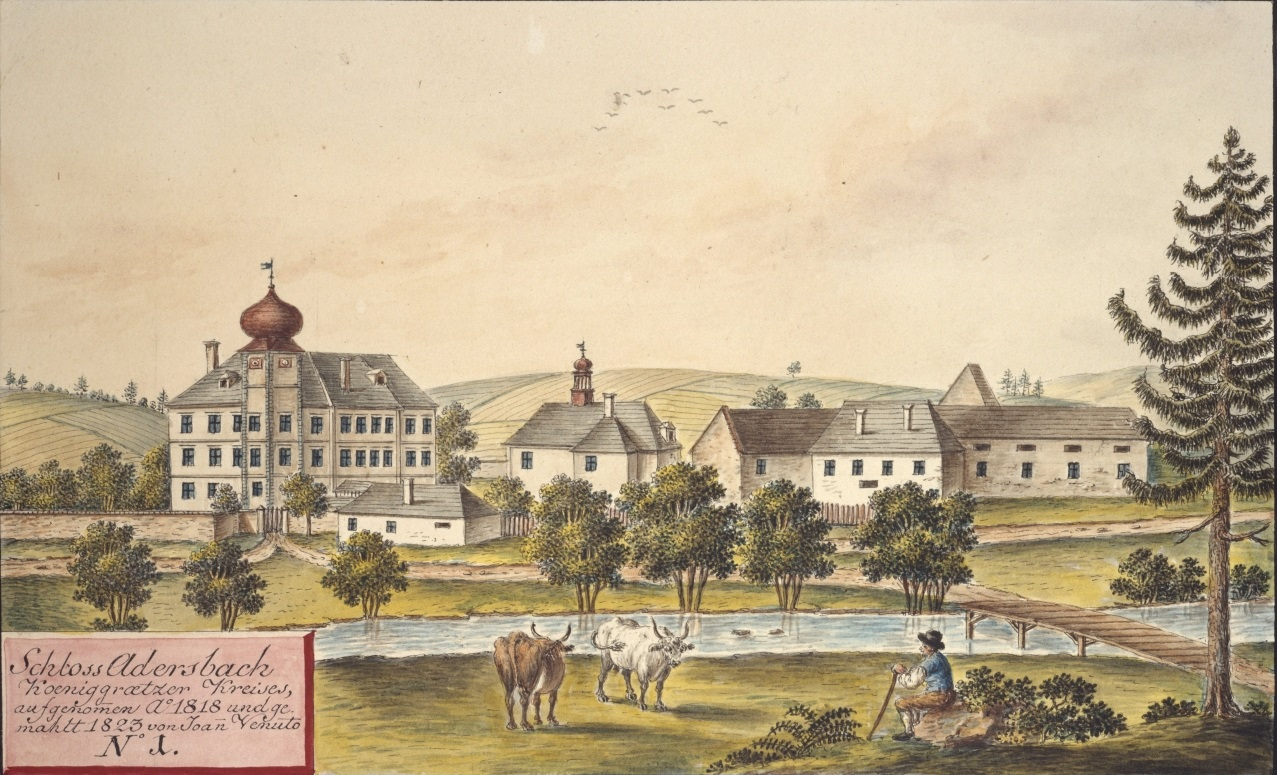
Zámek s parkem na kresbě Joana Venuta z roku 1823

Renesanční adršpašský zámek poté prošel řadou stavebních úprav, jedna z nejvýznamnějších proběhla v roce 1886, kdy zámek vlastnil rod Nádherných (zámek koupil v roce 1828 Jan Nepomuk Nádherný). Tento rod vlastnil zámek až do roku 1945, kdy jim byl na základě Benešových dekretů zabaven. Další nejnutnější opravy proběhly v roce 1970, které provedlo ministerstvo vnitra a v prostorech zámku zřídilo archiv, který zde byl do roku 1989. V důsledku nedostatečné péče a sporů o vlastnictví byl park značně zanedbaný, zarostlý náletovou vegetací a jeho původní kompozice prakticky zanikla, proto byl jeho areál v minulosti veden na seznamu ohrožených nemovitých památek ČR.V roce 2012 zámek odkoupila obec Adršpach, která ho postupně rekonstruuje.

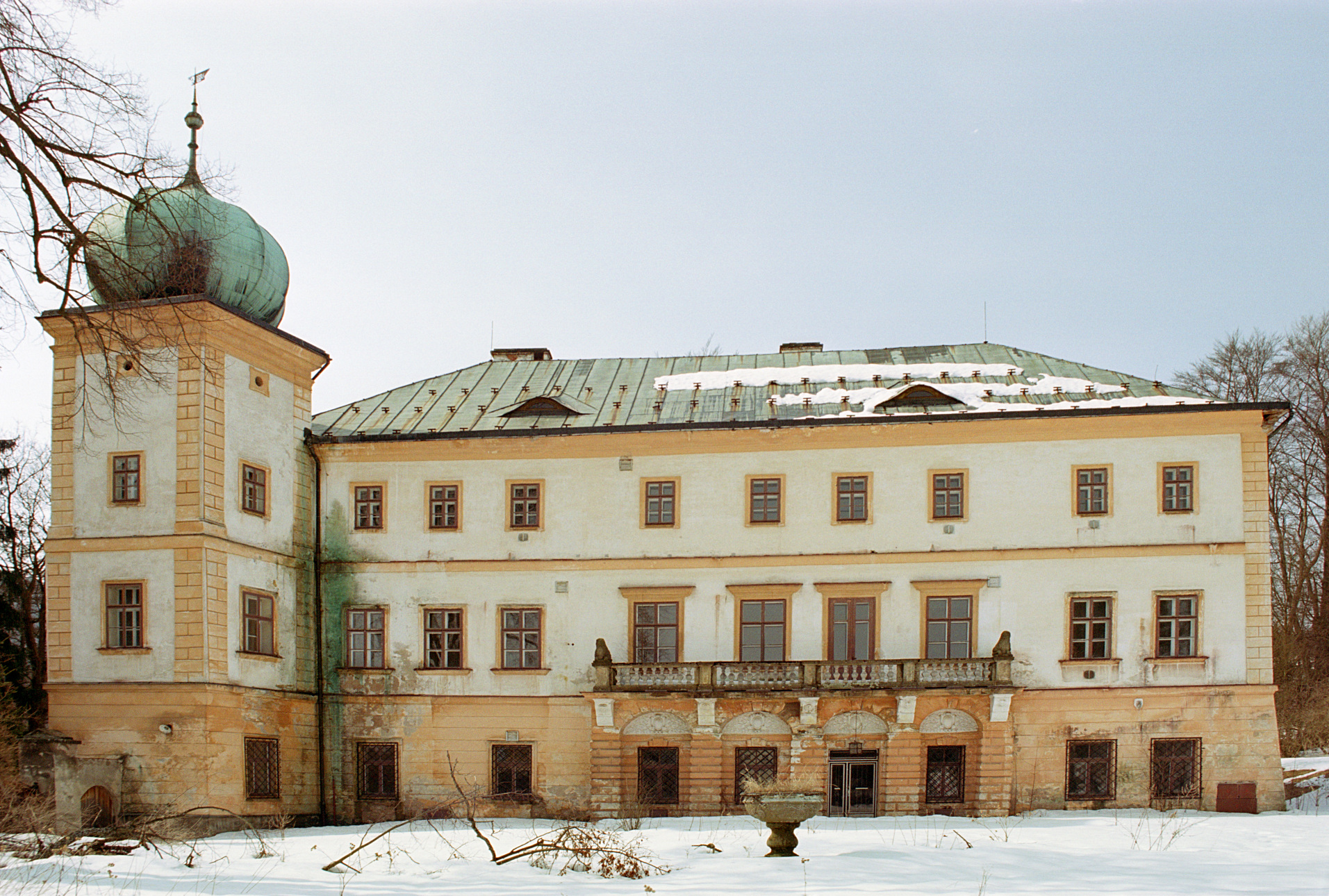
Zámek na snímku z roku 2005

V roce 2014 byl zámek poprvé zpřístupněn veřejnosti. Jedno patro je věnované horolezeckému muzeu, další patro historické expozici, dále si zde mohou návštěvníci prohlédnout expozici lnářství a tkalcovství, zahrát si únikovou hru na téma pohádky Třetí princ, která se natáčela ve skalách v Adršpachu, a občerstvit se v zámecké kavárně. Připravovány jsou též kulturní akce a různé výstavy.  V roce 2021 proběhla první fáze revitalizace parku a postupně docházelo k obnově odpočinkové části. Zároveň byla zahájena rekonstrukce fasády vstupní strany zámky, včetně historického balkónu a výměny oken.

## Popis
Dvoupatrová obdélná budova s pětihranou věží v jižní části. V přízemí věže byla kaple. V přízemí budovy byl sklad potravin a kuchyně. V poschodí pak pokoje, jídelna a kanceláře. Nad hlavním průčelím obráceném k východu byl později přistavěn i pseudorenesanční balkón na konzolách. V 18. století byla postavena samostatně stojící administrativní budova a hospodářský dvůr na severní straně.